# Hydaticus histrio
Hydaticus histrio es una especie de escarabajo del género Hydaticus, familia Dytiscidae. Fue descrita científicamente por Clark en 1864.
Habita en Europa, el norte de Asia (excluyendo China) y Asia meridional.